# Lena Liegert
Lena Liegert (* 21. Februar 2002) ist eine deutsche Volleyballspielerin.

## Karriere
Liegert war in der Jugend als Schwimmerin für die SG Klotzsche aktiv.
Von 2017 bis 2021 spielte Liegert als Volleyballspielerin am Dresdner Bundesstützpunkt für den VC Olympia Dresden in der Südstaffel der 2. Volleyball-Bundesliga. 2021 schloss sie ihr Abitur am Sportgymnasium Dresden ab und wechselte zur Saison 2021/22 zum Bundesligisten Schwarz-Weiss Erfurt, wo sie zunächst einen Ein-Jahres-Vertrag erhielt. Bereits in ihrer ersten Profi-Saison musste sie sich nach der Verletzung von Elizabeth Sandbothe als Stammspielerin beweisen. Erfurt schied im DVV-Pokal 2021/22 im Achtelfinale aus und verpasste als Zehnter der Bundesliga-Hauptrunde die Playoffs. Im DVV-Pokal 2022/23 kam der Verein ins Viertelfinale, aber in der Bundesliga kam er nicht über den zehnten Rang hinaus.
Liegert wechselte anschließend zum ETV Hamburg. Mit dem Verein spielte sie in der Zweiten Liga Pro. In der Saison 2024/25 gelang dem ETV der Aufstieg in die erste Liga. Auch 2025/26 spielt Liegert für Hamburg.